# 香港島專線小巴29線
香港島專線小巴29線為一條來往鴨脷洲邨至深灣的小巴路線，途經鴨脷洲橋道、黃竹坑工廠區及黃竹坑站，為首條服務鴨脷洲之專綫小巴路線。
香港島專線小巴29A為一條來往鴨脷洲邨至海洋公園（水上樂園）的小巴路線，只在平日早上繁忙時間提供接載在深灣一帶工廠上班的鴨脷洲居民的小巴服務，以及來回程皆取道南朗山道直接往返黃竹坑道。

## 歷史
- 1980年5月11日：29線開辦以配合鴨脷洲邨入伙及鴨脷洲大橋通車，是鴨脷洲首條專線小巴路線。[1]
- 1984年4月15日：總站遷往海洋公園（大樹灣），並開設29A線，當時只往來黃竹坑。[2]
- 1988年：29路與29A線對調路線編號。
- 2002年1月27日：總站遷往深灣雅濤閣下的公共運輸交匯處，並改為循環線。
- 2010年1月1日：調整車費至$3.2。
- 2011年11月28日：調整車費至$3.4，29A線亦取消下午繁忙時間服務。
- 2016年12月28日：來回程繞經黃竹坑站，並增設黃竹坑（雅濤閣）來往黃竹坑站之$2雙向分段收費，以配合港鐵南港島綫通車。
- 2021年9月22日：為配合香港海洋公園水上樂園開幕，29X線投入服務。[3]
- 2025年3月2日：29X線取消服務[4]。

## 行車路線
29路
| 序號       | 主要車站位置                 | 街道                         |
| ---------- | ---------------------------- | ---------------------------- |
| 1          | 鴨脷洲邨小巴總站             | 鴨脷洲邨小巴總站             |
| 2          | 利枝道                       | 鴨脷洲橋道                   |
| 3          | 鴨脷洲徑（深灣軒）           | 鴨脷洲橋道                   |
| 鴨脷洲大橋 |                              |                              |
| 4          | 香港仔工業學校               | 黃竹坑道                     |
| 5          | 甄沾記大廈                   | 黃竹坑道                     |
| 6          | 南朗山道熟食市場 (黃竹坑站） | 南朗山道                     |
| 7          | 黃竹坑巴士總站               | 黃竹坑巴士總站               |
| 8          | 陳白沙紀念中學               | 南朗山道                     |
| 9          | 南濤閣（包玉剛游泳池）       | 深灣道                       |
| 10         | 深灣公共運輸交匯處（雅濤閣） | 深灣公共運輸交匯處（雅濤閣） |
| 11         | 包玉剛游泳池（南濤閣）       | 深灣道                       |
| 12         | 惠福道                       | 南朗山道                     |
| 13         | 南朗山道熟食市場 (黃竹坑站)  | 南朗山道                     |
| 14         | 貴寶工業大廈                 | 黃竹坑道                     |
| 15         | 勝利工廠大廈                 | 黃竹坑道                     |
| 鴨脷洲大橋 |                              |                              |
| 16         | 鴨脷洲徑(深灣軒)             | 鴨脷洲橋道                   |
| 17         | 利枝道                       | 鴨脷洲橋道                   |
| 18         | 鴨脷洲邨小巴總站             | 鴨脷洲邨小巴總站             |

29A
- 利枝道、鴨脷洲大街
- 黃竹坑道、海洋公園道
- 深灣道

## 收費
29
- 全程：$3.4
  - 黃竹坑站往來深灣（雙向分段）：$2.0

（此路線接受八達通卡付款，不設找續；若繳付短程分段收費，請通知車長調校八達通機。）
29A
- 全程：$4.8
  - 鴨脷洲邨往來惠風街（雙向分段）：$3.4
  - 黃竹坑（香葉道）往來海洋公園（大樹灣）：$3.4
  - 黃竹坑（香葉道）往來鴨脷洲邨：$3.4

（此路線接受八達通卡付款，不設找續；若繳付短程分段收費，請通知車長調校八達通機。）

## 服務時間
29
| 鴨脷洲邨開 | 鴨脷洲邨開  | 鴨脷洲邨開   |
| ---------- | ----------- | ------------ |
| 日期       | 服務時間    | 班次（分鐘） |
| 每日       | 06:00-06:50 | 25           |
| 每日       | 06:50-10:00 | 10-15        |
| 每日       | 10:00-23:45 | 25           |

29A
星期一至六
- 鴨脷洲邨開2班：08:45、09:30
- 海洋公園(大樹灣)開2班：09:05、09:50

星期日及公眾假期不提供服務